# 赫夫-普勒巴赫
赫夫-普勒巴赫是奥地利施蒂利亚州格拉茨城郊县的一个市镇。总面积10.61平方公里，总人口1407人，人口密度132.6人/平方公里（2001年）。